# Świeciny
Świeciny – wieś w Polsce położona w województwie łódzkim, w powiecie kutnowskim, w gminie Łanięta.
W latach 1975–1998 miejscowość administracyjnie należała do województwa płockiego.
Jedna z najstarszym udokumentowanych historycznie miejscowości gminy Łanięta.
Miejscowość obejmuje obszar 362,02 ha. Według stanu z 31.08.2015 r. we wsi mieszkało 122 osoby.